# 小出美沙都
小出 美沙都（こいで みさと、1978年9月23日 - ）は、日本のアーチェリー選手である。彼女は1996年夏季オリンピックの女子個人戦と団体戦に出場した。